# Ливан (хребет)
Лива́н (Либнан; араб. جبل لبنان‎) — горный хребет в Ливане. Этот горст имеет длину около 160 километров и протянулся с юга на север вдоль побережья Средиземного моря через всю страну, параллельно хребту Антиливан, расположенному восточнее. Разделяет два хребта долина Бекаа.

## Описание

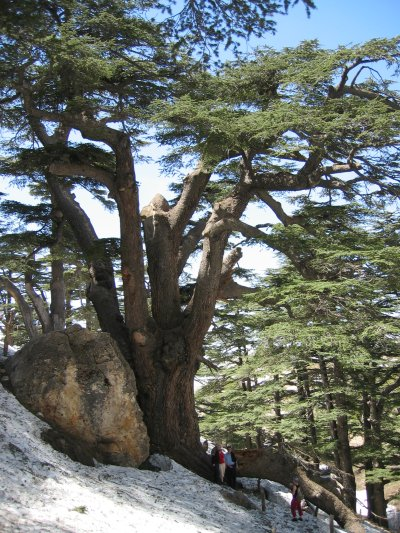
Ливанский кедр на склонах хребта Ливан

Высшая точка Ливана — гора Курнет-эс-Сауда высотой 3088 м. Вершины хребта Ливан, высота которых превышает 1800 м, покрыты снегом почти 4 месяца в году; на вершинах, достигающих высот свыше 2500 метров, снег лежит примерно 6 месяцев в году.
Исторически эти горы играли большую роль в жизни Ливана, обеспечивая защиту для местного населения. Возможно, именно благодаря снежным вершинам в античные времена Ливан получил своё теперешнее название: лабан по-арамейски означает молочно-белый.
В Ливане изменения ландшафта связаны не с расстояниями, а с перепадами высот.
Горы известны растущими в них дубами и соснами. Кроме того, на высоких склонах Ливанского хребта остались последние уцелевшие рощи знаменитого ливанского кедра (Cedrus libani). Финикийцы использовали эту древесину для постройки своего флота, торговали ей со своими соседями по Леванту. Тем не менее, финикийцы и последующие правители этой земли заботились о том, чтобы рощи не вырубались до конца и засаживались новыми саженцами, поэтому вплоть до конца XVI века покрытые лесом площади были значительными.